# Saut en hauteur masculin aux championnats du monde d'athlétisme 1991
Navigation
Rome 1987 Stuttgart 1993
L'épreuve du saut en hauteur masculin des championnats du monde d'athlétisme 1991 s'est déroulée les 30 août et 1er septembre 1991 dans le Stade olympique national de Tokyo, au Japon. Elle est remportée par l'Américain Charles Austin.

## Résultats

### Finale
| Rang               | Athlète            | Pays             | Essais | Essais | Essais | Essais | Essais | Essais | Essais | Essais | Essais | Marque | Notes |
| Rang               | Athlète            | Pays             | 2,20 m | 2,24 m | 2,28 m | 2,31 m | 2,34 m | 2,36 m | 2,38 m | 2,40 m | 2,45 m | Marque | Notes |
| ------------------ | ------------------ | ---------------- | ------ | ------ | ------ | ------ | ------ | ------ | ------ | ------ | ------ | ------ | ----- |
| Médaille d'or      | Charles Austin     | États-Unis       | o      | o      | -      | o      | o      | -      | xo     | -      | xxx    | 2,38 m | CR    |
| Médaille d'argent  | Javier Sotomayor   | Cuba             | -      | o      | -      | o      | -      | o      | -      | x-     |        | 2,36 m |       |
| Médaille de bronze | Hollis Conway      | États-Unis       | o      | o      | -      | xo     | -      | xo     | xxx    |        |        | 2,36 m |       |
| 4                  | Dalton Grant       | Royaume-Uni      | -      | -      | -      | o      | -      | xxo    | xxx    |        |        | 2,36 m |       |
| 5                  | Troy Kemp          | Bahamas          | o      | -      | o      | xo     | o      | xxx    |        |        |        | 2,34 m |       |
| 5                  | Marino Drake       | Cuba             | o      | -      | xo     | -      | o      | xxx    |        |        |        | 2,34 m |       |
| 7                  | Patrik Sjöberg     | Suède            | -      | o      | -      | xxo    | x      |        |        |        |        | 2,31 m |       |
| 8                  | Rick Noji          | États-Unis       | o      | -      | xo     | xxx    |        |        |        |        |        | 2,28 m |       |
| 9                  | Dragutin Topić     | Yougoslavie      |        |        |        |        |        |        |        |        |        | 2,28 m |       |
| 10                 | Arturo Ortiz       | Espagne          |        |        |        |        |        |        |        |        |        | 2,24 m |       |
| 10                 | Igor Paklin        | Union soviétique |        |        |        |        |        |        |        |        |        | 2,24 m |       |
| 12                 | Artur Partyka      | Pologne          |        |        |        |        |        |        |        |        |        | 2,24 m |       |
| 13                 | Rudolf Povarnitsyn | Union soviétique |        |        |        |        |        |        |        |        |        | 2,24 m |       |
| 14                 | Steinar Hoen       | Norvège          |        |        |        |        |        |        |        |        |        | 2,20 m |       |

## Légende
Records et Performances
- AR : Record continental (area record)
- CR : Record des championnats (championship record)
- MR : Record du meeting (meet record)
- NR : Record national (national record)
- OR : Record olympique (olympic record)
- PR : Record paralympique (paralympic record)
- PB : Record personnel (personal best)
- SB : Meilleure performance personnelle de la saison (season's best)
- WL : Meilleure performance mondiale de l'année (world leader)
- WJR : Record du monde junior (world junior record)
- WR : Record du monde (world record)

Circonstances et Conditions
- DNF : N'a pas terminé (did not finish)
- DNS : N'a pas pris le départ (did not start)
- DQ : Disqualification (disqualification)
- NM : Aucun essai valable enregistré (No Mark)
- Q : Qualifié « directement » au prochain tour (ou à la prochaine compétition), lors d'une compétition majeure, grâce au classement ou à la réalisation des minima (automatic qualifier)
- q : Qualifié au prochain tour (ou à la prochaine compétition), lors d'une compétition majeure, grâce au repêchage ou à la réalisation de l'une des meilleures performances parmi celles des « non qualifiés directement » (grâce au meilleur temps ou à la meilleure distance par exemple) (secondary qualifier)